# Équipe de Croatie de futsal FIFA
Maillots
L'équipe de Croatie de futsal est l'équipe nationale représentant la Croatie en futsal masculin. Cette équipe est dirigée par la Fédération croate de football et affiliée à la FIFA et l'UEFA.

## Histoire
La Croatie est présente dans les éliminatoires du Championnat d'Europe dès la première édition expérimentale de 1996. Dans le groupe A, elle termine deuxième derrière les Pays-Bas.
Aux Championnats d'Europe 1999 en Espagne, la Croatie se qualifie en phase finale pour la première fois. Elle est éliminée en phase de poule, derrière l'Espagne et les Pays-Bas.
La Croatie enchaîne une deuxième phase finale de l'Euro en Russie en 2001. Elle est de nouveau éliminée au premier tour, derrière l'Espagne et l'Ukraine.
La Croatie ne parvient pas à se qualifier pour l'Euro 2003, barrée par la République tchèque.
En 2005, la Hongrie évince les Croates de la phase finale de l'Euro.
En 2007, la Croatie est de nouveau empêcher par la République tchèque de participer à l'Euro, malgré l'accueil du groupe de qualification à Split.
Les Croates remportent la Coupe méditerranéenne 2010. Elle s’impose 7-3 face à la Slovénie pour atteindre aussi la finale sans la moindre défaite. La Croatie remporte la compétition en battant en finale le pays hôte, la Libye après prolongations (3-1). Le gardien de but croate Ivo Jukic arrête les quatre tirs au but en finale. Le croate Dario Marinovic est élu meilleur joueur du tournoi.
Ils terminent quatrièmes du Championnat d'Europe de futsal 2012 disputé à domicile.
Fin septembre 2017, en barrage pour l'Euro 2018, la Croatie (11e) affronte l'équipe de France de futsal (32e mondial). Lors du barrage aller à Orchies où 4000 spectateurs sont attendus (record sur le sol français), les deux équipes font égalité (1-1). Le retour a lieu à Dubrovnik (5-4). Menés 2-1 à la mi-temps, Kévin Ramirez égalise avant un triplé de Landry N'Gala, dont le dernier but à neuf secondes de la fin (32e, 33e et 40e), alors que les Croates sont revenus à égalité.

## Palmarès
L'équipe nationale croate ne participe qu'à une seule Coupe du monde, en 2000, où elle a atteint le deuxième tour derrière la Russie, éliminant le Costa Rica et l'Australie.
En 2006 à Algarve, l'équipe nationale croate termine deuxième du Mundialito, derrière le Portugal.
- Coupe du monde FIFA
  - une participation en six éditions
  - seule performance : 2e tour en 2000

- Championnat d'Europe UEFA
  - six participations en treize éditions
  - meilleure performance : 4e en 2012

- Grand prix de futsal
  - deux participations en onze éditions
  - meilleure performance :  3e en 2006

- Mundialito
  - quatre participations en neuf éditions
  - meilleure performance :  finaliste en 1994 et 2006

- Coupe des confédérations
  - une participation en trois éditions
  - seule performance : 4e en 2013

- Coupe méditerranéenne (1)
  - une seule édition
  - vainqueur :  2010

## Personnalités

### Sélectionneurs
1. Boris Durlen
2. Marijan Brnčić (1994-2001)
3. Mato Stanković (2010-2016)
4. Marinko Mavrović (2022)

### Joueurs remarquables
| Nom                                                        | Matchs | Poste | Période     |
| ---------------------------------------------------------- | ------ | ----- | ----------- |
| Ivo Jukić                                                  | 119    | G     | 2006 à 2017 |
| Tihomir Novak                                              | 107    | D     | depuis 2007 |
| Franko Jelovčić                                            | 94     | D     | depuis 2011 |
| Jakov Grcić                                                | 91     | D     | 2007 à 2017 |
| Dario Marinović                                            | 89     | P     | depuis 2008 |
| gras : joueurs en activité ; mise à jour : 30 janvier 2022 |        |       |             |

| Nom                                                        | Buts | Poste | Période     |
| ---------------------------------------------------------- | ---- | ----- | ----------- |
| Dario Marinović                                            | 68   | P     | depuis 2008 |
| Franko Jelovčić                                            | 56   | D     | depuis 2011 |
| Robert Grdović                                             | 40   |       | 1998 à 2008 |
| Tihomir Novak                                              | 37   | D     | depuis 2007 |
| Jakov Grcić                                                | 36   | D     | 2007 à 2017 |
| gras : joueurs en activité ; mise à jour : 30 janvier 2022 |      |       |             |